# Rissa tra amici in stile giapponese
Rissa tra amici in stile giapponese (和製喧嘩友達?, Wasei kenka tomodachi) è un film del 1929 diretto da Yasujirō Ozu.

## Trama
Due amici si innamorano della stessa donna, dando inizio ad una reciproca rivalità.

## Distribuzione
Il film integro è stato distribuito esclusivamente in Giappone, essendo andato quasi completamente perduto nel corso dei bombardamenti della seconda guerra mondiale (al giorno d'oggi sopravvivono solo 14 minuti).

### Date di uscita
- 5 luglio 1929 in Giappone[3][4]